# Дибла
Дибла (пол. Dybła) — село в Польщі, у гміні Граєво Ґраєвського повіту Підляського воєводства.
Населення — 105 осіб (2011).
У 1975-1998 роках село належало до Ломжинського воєводства.

## Демографія
Демографічна структура станом на 31 березня 2011 року:
|          | Загалом | Допрацездатний вік | Працездатний вік | Постпрацездатний вік |
| -------- | ------- | ------------------ | ---------------- | -------------------- |
| Чоловіки | 64      | 16                 | 37               | 11                   |
| Жінки    | 41      | 9                  | 19               | 13                   |
| Разом    | 105     | 25                 | 56               | 24                   |